# Championnat sud-américain des clubs masculin de volley-ball
Le championnat d'Amérique du Sud des clubs de volley-ball masculin est une compétition sportive de clubs qui se tient annuellement depuis 2009. Organisée par la confédération sud-américaine de volley-ball, elle regroupe les clubs champions du Brésil, du Pérou, d'Argentine, du Chili, d'Uruguay et du Paraguay.
Le champion se qualifie pour le Championnat du monde des clubs de volley-ball masculin.

## Résultats
| Année | Lieu de la compétition |                     | Finale              | Finale                 | Finale                 |       | Match pour la troisième place | Match pour la troisième place | Match pour la troisième place |
| Année | Lieu de la compétition | Champion            | Score               | Finaliste              | 3e                     | Score | 4e                            |                               |                               |
| ----- | ---------------------- | ------------------- | ------------------- | ---------------------- | ---------------------- | ----- | ----------------------------- | ----------------------------- | ----------------------------- |
| 2009  | Florianópolis          | Cimed Florianópolis | 3–2                 | Santander São Bernardo | Sada Cruzeiro Vôlei    | 3–1   | Vivo Minas                    |                               |                               |
| 2010  | Bolívar                | Drean Bolívar       | 3–2                 | Cimed Florianópolis    | UPCN Vóley             | 3–1   | Deportivo Cólon               |                               |                               |
| 2011  | São Paulo              | SESI São Paulo      | 3–0                 | UPCN Vóley             | Universidad Católica   | 3–2   | Club Peerless                 |                               |                               |
| 2012  | Linares                | Sada Cruzeiro Vôlei | 3–1                 | UPCN Vóley             | Huracanes de Bolívar   | 3–1   | Club Linares                  |                               |                               |
| 2013  | Belo Horizonte         | UPCN Vóley          | 3–0                 | Vivo Minas             | RJX                    | 3–0   | Buenos Aires Unidos           |                               |                               |
| 2014  | Belo Horizonte         | Sada Cruzeiro Vôlei | 3–2                 | UPCN Vóley             | Vivo/Minas             | 3–0   | Boca Juniors                  |                               |                               |
| 2015  | San Juan               |                     | UPCN Vóley          | 3-2                    | Sada Cruzeiro Vôlei    |       |                               |                               |                               |
| 2016  | Taubaté                |                     | Sada Cruzeiro Vôlei | 3-0                    | Vôlei Taubaté          |       |                               |                               |                               |
| 2017  | Montes Claros          |                     | Sada Cruzeiro Vôlei | 3-0                    | Club Ciudad de Bolívar |       |                               |                               |                               |
| 2018  | Montes Claros          |                     | Sada Cruzeiro Vôlei | 3-0                    | Lomas Vóley            |       |                               |                               |                               |
| 2019  | Belo Horizonte         |                     | Sada Cruzeiro Vôlei | 3-1                    | UPCN Vóley             |       |                               |                               |                               |
| 2020  | Contagem               |                     | Sada Cruzeiro Vôlei | 3-1                    | UPCN Vóley             |       |                               |                               |                               |